# Cubabodes hexagonalis
Cubabodes hexagonalis är en kvalsterart som beskrevs av Balogh och Sandór Mahunka 1974. Cubabodes hexagonalis ingår i släktet Cubabodes och familjen Carabodidae. Inga underarter finns listade i Catalogue of Life.